# Chreščatyk
Chreščatyk (ukrajinsky Хрещатик, rusky Крещатик) je ulice v centru ukrajinského hlavního města Kyjeva. Je dlouhá 1225 metrů a široká nejméně 80 metrů, vede z Evropského náměstí přes náměstí Nezávislosti na Bessarabské náměstí a prochází Ševčenkovským rajónem a Pečerským rajónem.

## Historie
Původně zde tekla říčka Chreščatyk (přítok Lybidu), kterou křižovaly rokle. Neobydlená oblast oddělující Starý Kyjev od obchodní čtvrti Podil byla původně nazývána Perevisišče a zdejší les sloužil k lovům, později dostala název Chreščata dolina podle tvaru kříže. V roce 1797 se na místě začaly konat trhy a byla postavena první budova, palác Golovinského. Vzniklo zde první kyjevské divadlo, ulici se proto říkalo také Teatralna. Architekt Andrej Melenskij vypracoval plán na proměnu Chreščatyku v centrální městskou promenádu, bažiny byly vysušeny a rokle zasypány, ve druhé polovině devatenáctého století vznikly výstavné budovy jako palác městské dumy, hotel Nacional nebo sídlo Ukrajinské národní filharmonie. Roku 1892 bylo zavedeno elektrické osvětlení a od roku 1894 po ulici jezdily tramvaje (v roce 1936 je nahradily trolejbusy). V roce 1912 vyrostl na Chreščatyku Ginzburgův dům, s výškou 67 metrů označovaný jako první mrakodrap v Ruském impériu (byl zbořen roku 1951).
V letech 1923 až 1937 byla ulice pojmenována podle Vaclava Vorovského, sovětského diplomata, který se stal obětí atentátu. Za německé okupace nesla název Eichhornstraße na počest maršála Hermanna von Eichhorna. Ulice byla zdevastována za druhé světové války, po válce došlo k jejímu rozšíření a byly postaveny budovy ve stylu socialistického realismu, včetně nové kyjevské radnice, kterou projektoval Boris Prijmak. V roce 1960 zde vznikla stejnojmenná stanice metra. V roce 1968 se před domem č. 27 upálil na protest proti okupaci Československa Vasyl Makuch. V roce 1990 byla před radnicí na Chreščatyku poprvé slavnostně vztyčena ukrajinská vlajka.
Chreščatyk patří mezi dvacet nejdražších nákupních ulic v Evropě. Nachází se zde sídlo agentury UNIAN, Dům odborů, ministerstvo zemědělství, ministerstvo energetiky, Centrální obchodní dům, hlavní pošta a výstaviště Ukrajinský dům. V roce 2004 vznikl pomník architekta Vladyslava Horodeckého. Ulice je také střediskem společenského života, konaly se zde protivládní protesty v letech 2001, 2004 i 2013/2014 (Euromajdan). Ve volné dny je Chreščatyk uzavřen pro automobilovou dopravu a mění se v korzo.
Pavlo Tyčyna je autorem básně oslavující poválečnou přestavbu Chreščatyku. Alexandr Rozenbaum o ulici napsal píseň.

## Fotogalerie

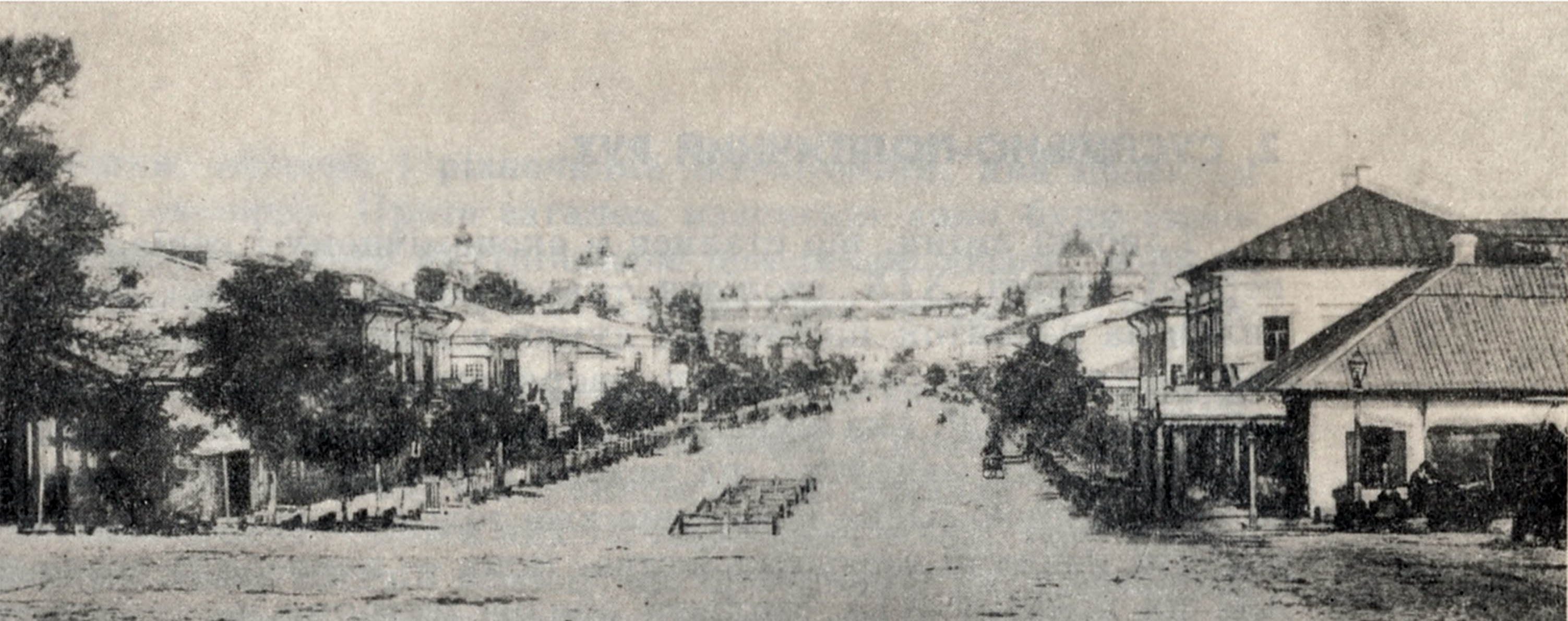
Chreščatyk okolo r. 1850
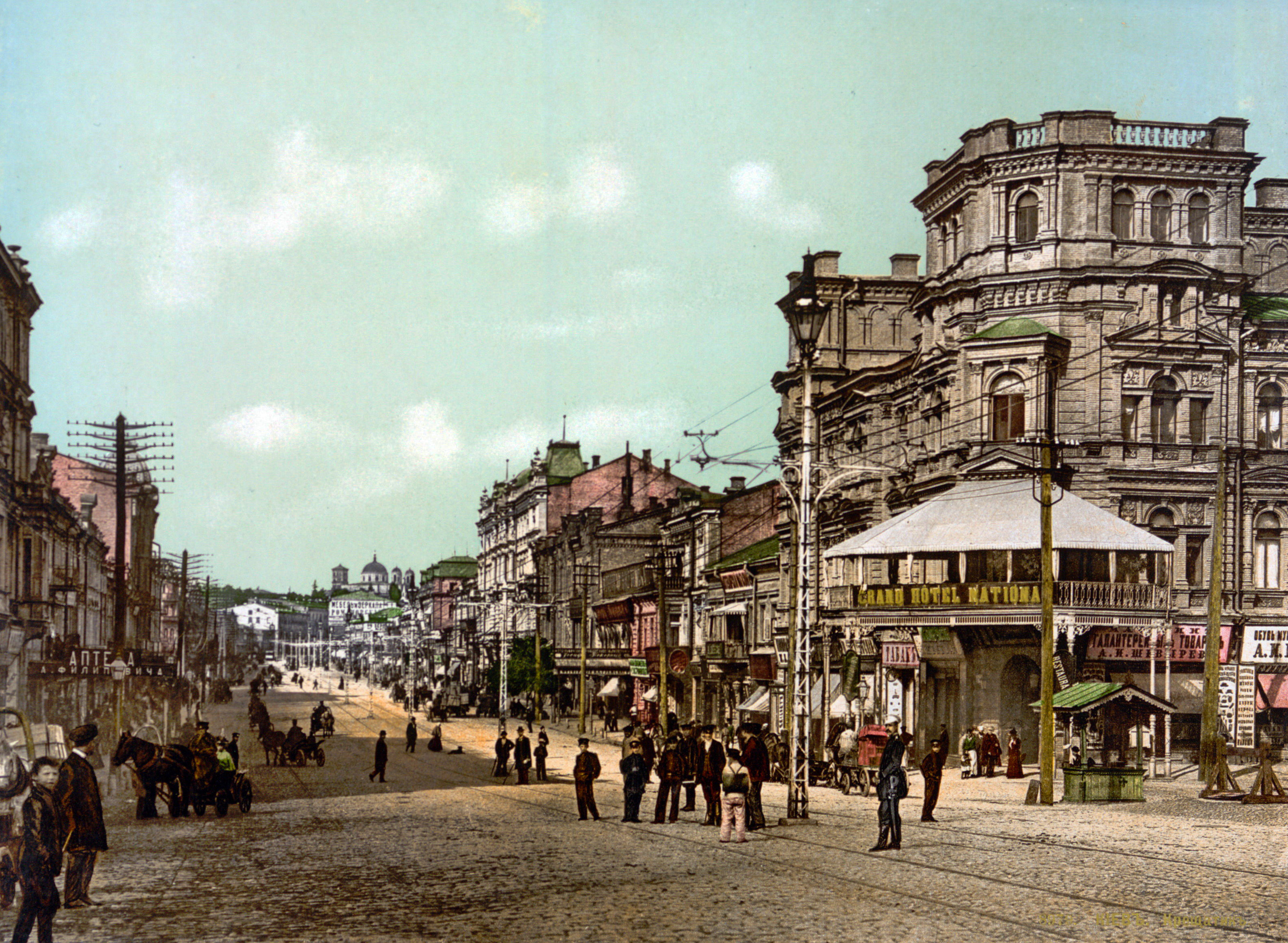
Chreščatyk v roce 1899
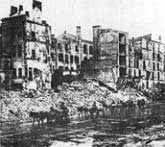
Chreščatyk v roce 1943
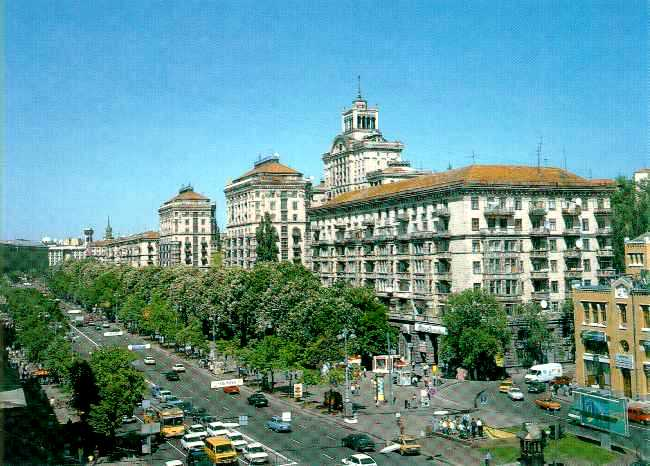
Chreščatyk v roce 1980
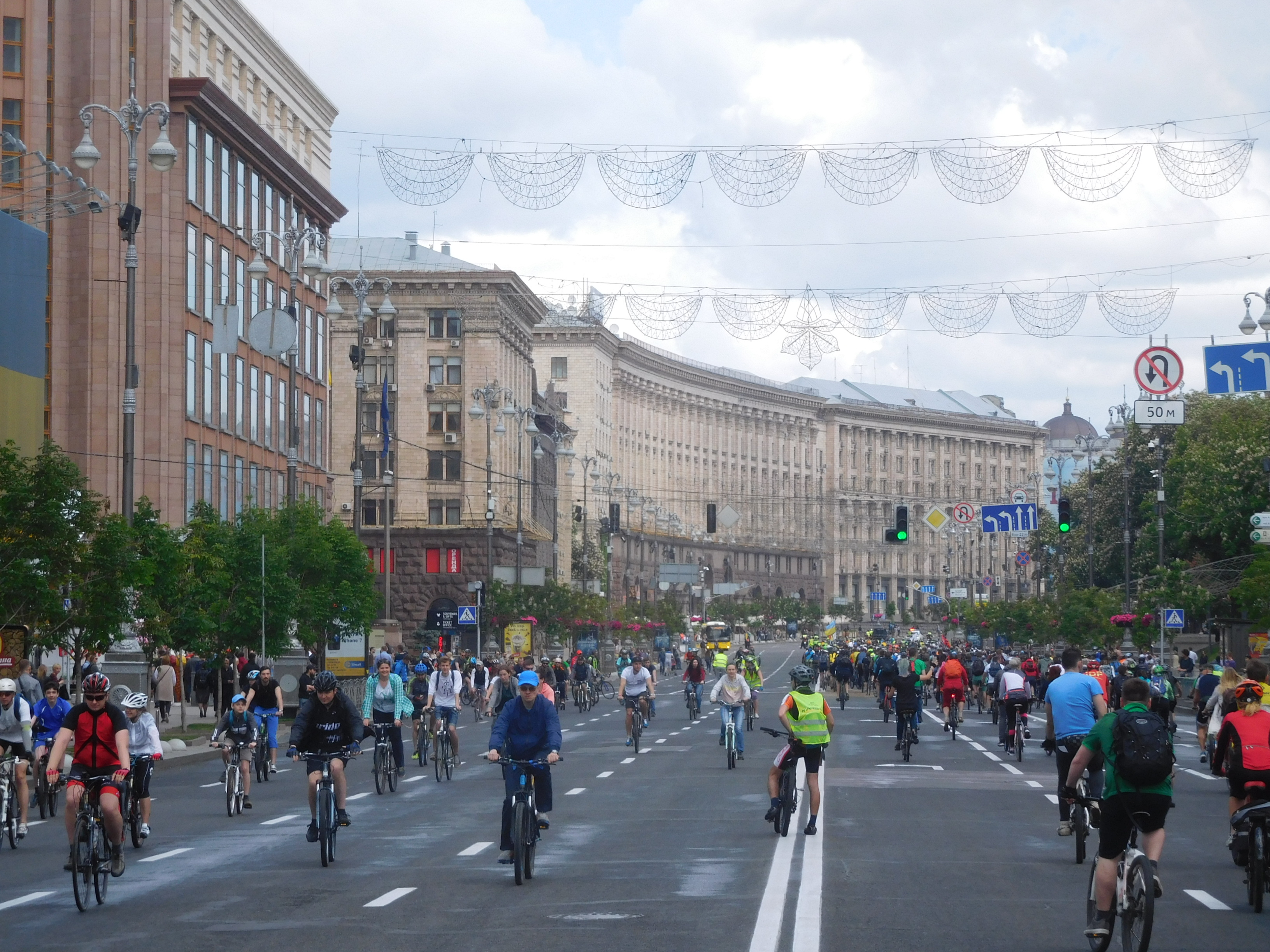
Chreščatyk v roce 2017